# Oxytropis pumilio
Oxytropis pumilio är en ärtväxtart som först beskrevs av Pall., och fick sitt nu gällande namn av Carl Friedrich von Ledebour. Oxytropis pumilio ingår i släktet klovedlar, och familjen ärtväxter. Inga underarter finns listade i Catalogue of Life.